# Plaza de Cibeles

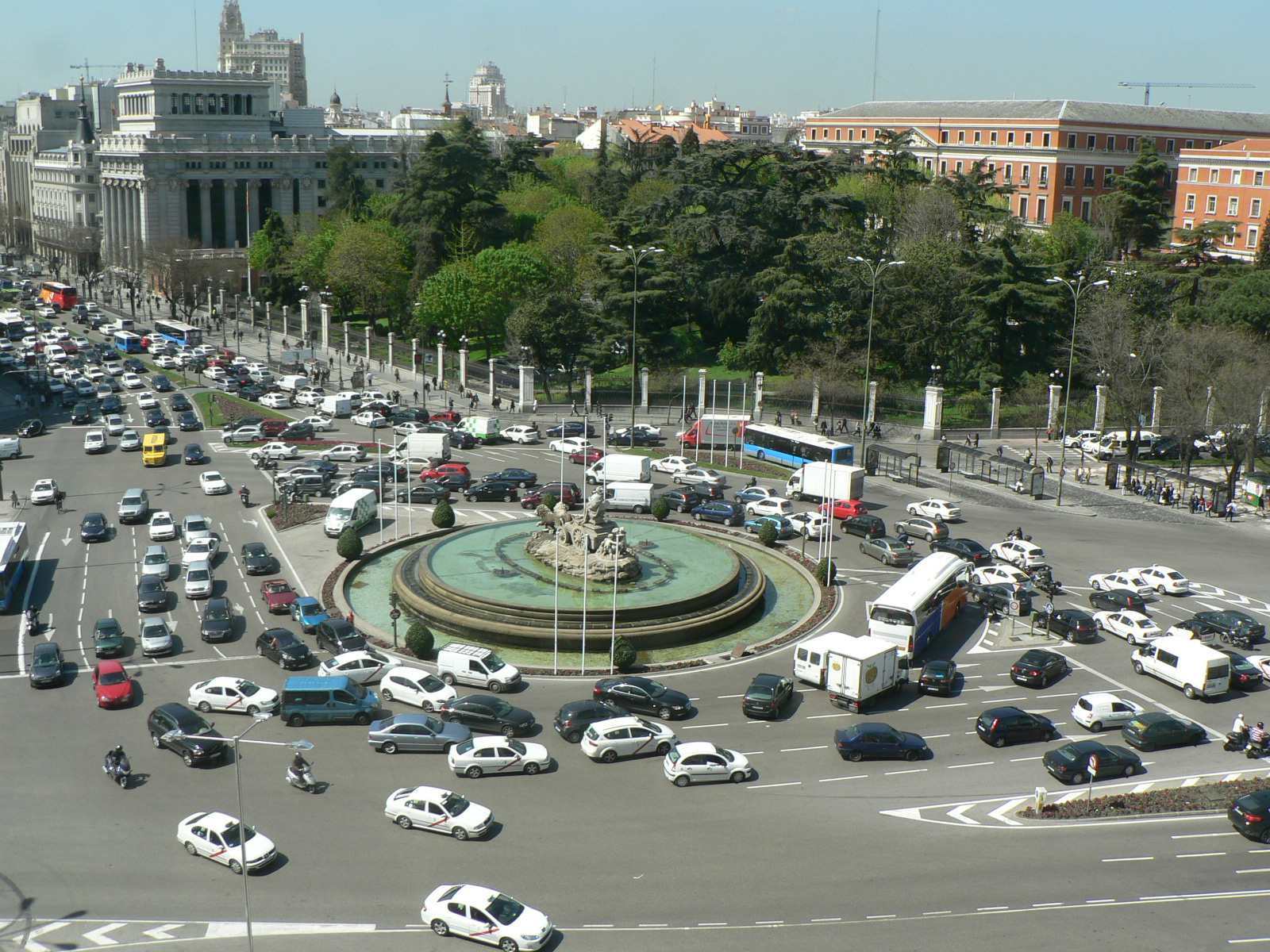
Plaza de Cibeles

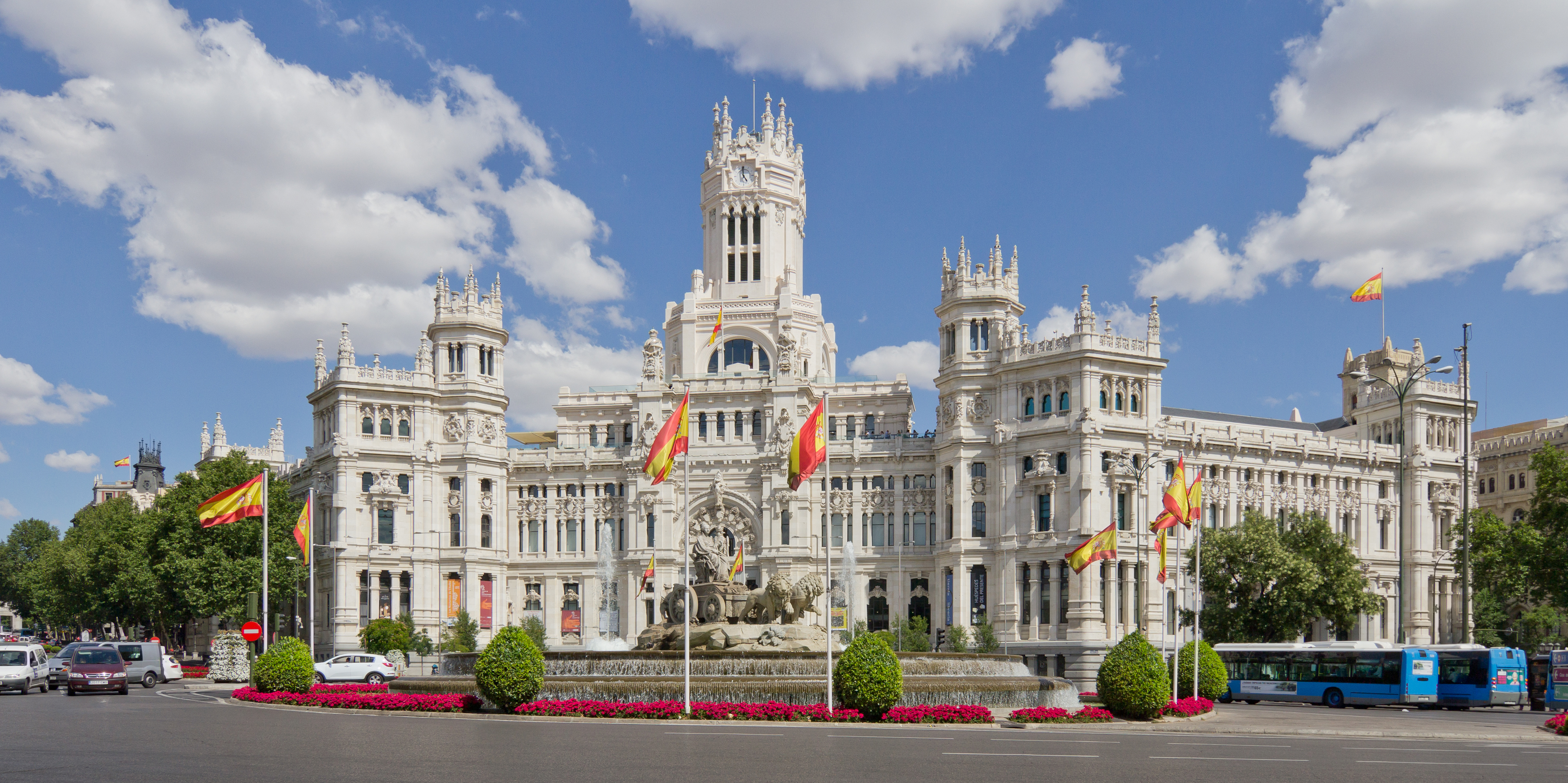
Palacio de Comunicaciones

Plaza de Cibeles is een plein in het centrum van de Spaanse hoofdstad Madrid. Het staat vooral bekend om de grote ronde fontein met marmeren beelden in het midden van het plein, en het Palacio de Cibeles of Palacio de Comunicaciones, het gemeentehuis van de stad. 
Het Plaza de Cibeles is een druk verkeersplein, als kruispunt van een aantal belangrijke straten. Op het plein komen de boulevards Paseo del Prado en Paseo de Recoletos samen. De Calle de Alcalá kruist het plein in oostwestelijke richting.
Metrolijn 2 loopt onder het plein in oostwestelijke richting. Dichtstbijzijnde metrostation is Banco de España, aan de Calle de Alcalá, ten westen van het plein.

## Fontein
Het plein is vernoemd naar de fontein in het midden van het plein, dat de Romeinse godin Cybele (Spaans: Cibeles) afbeeldt, zittend op een strijdwagen die door twee leeuwen voortgetrokken wordt. De fontein werd ontworpen door de Spaanse architect en kunstenaar Ventura Rodríguez in de periode 1777-1782. Het stond oorspronkelijk naast het Palacio de Buenavista maar werd eind 19e eeuw verplaatst naar het midden van het plein, 35 meter boven de ondergrondse goudkluis van de Bank van Spanje. Ze wordt gevoed met water uit het Canal de las Pascualas, een ondergrondse rivier.
De fontein wordt gezien als een symbool van de stad Madrid. Vieringen van overwinningen door de voetbalclub Real Madrid worden rond de fontein gehouden, waarbij het beeld van Cybele in een vlag van de voetbalclub wordt gehuld.

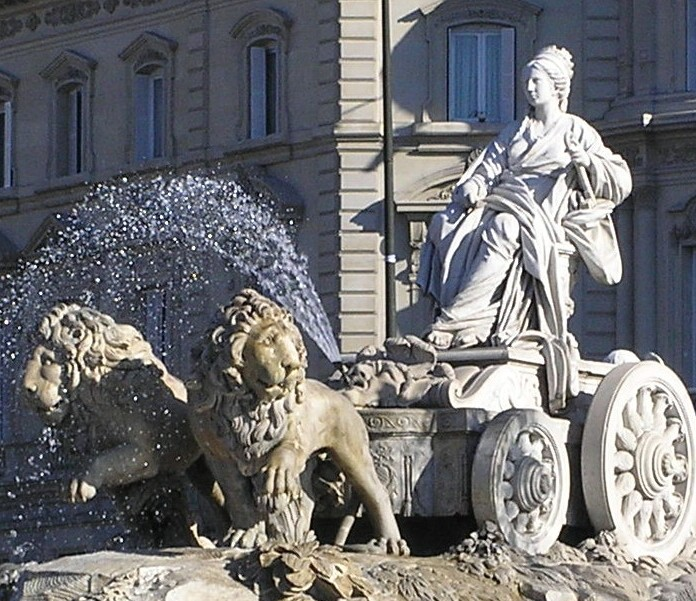
Fontein

## Gebouwen
Bekende gebouwen aan het plein zijn het:
- Palacio de Comunicaciones (1909), het voormalige hoofdpostkantoor dat sinds 2007 als stadhuis van Madrid dient
- Banco de España (1882-1891), hoofdkwartier van de centrale bank van Spanje
- Palacio de Buenavista (1707), hoofdkwartier van de generale staf van het Spaanse Leger
- Palacio de Linares (1873), dat het culturele centrum Casa de América huisvest